# Condición de baja gravedad
La condición de baja gravedad es una fase del vuelo aerodinámico en la que el fuselaje se descarga temporalmente. El piloto, y el fuselaje, sienten temporalmente «ingravidez» porque la aeronave se encuentra en caída libre o desacelerando verticalmente en la parte superior de un ascenso. También puede ocurrir durante una entrada excesivamente rápida en autorrotación. Esto puede tener un efecto desastroso en la aeronave, especialmente en el caso de los helicópteros, algunos de los cuales necesitan que el rotor esté constantemente bajo una carga distinta de cero.
Las condiciones de baja gravedad están prohibidas para los helicópteros con rotor oscilante, ya que su diseño no permite controlar su actitud de forma independiente y también pueden ser peligrosas para otros tipos. El Ejército de los Estados Unidos descubrió el peligro de las condiciones de baja gravedad en la década de 1960, cuando perdieron helicópteros en accidentes misteriosos que no tenían una causa clara.
Las condiciones de baja gravedad son un término relacionado con el vuelo, y otros términos relacionados son condiciones de gravedad cero y gravedad negativa.  Las condiciones de baja gravedad pueden provocar un entorno en el que se produzcan golpes de mástil en los helicópteros. 

## Efectos

### En aviones pequeños
La mayoría de los aviones pequeños y los planeadores no tienen problemas con condiciones de 0 «g». De hecho, puede ser agradable experimentar la gravedad cero en la cabina. Para producir 0 «g», la aeronave debe seguir una trayectoria balística, que es esencialmente una parábola invertida.
Este es el único método para simular la gravedad cero para los seres humanos en la Tierra.

### Helicópteros
Por el contrario, las condiciones de baja gravedad pueden ser desastrosas para los helicópteros. En tal situación, sus rotores pueden batir más allá de los límites normales. El aleteo excesivo puede hacer que la raíz de las palas supere el límite de sus bisagras y esta condición, conocida como «golpe de mástil», puede provocar la separación de las palas del cubo o el corte del mástil y, por lo tanto, el desprendimiento de todo el sistema de la aeronave, que caerá del cielo. Esto es especialmente cierto en el caso de los helicópteros con rotores oscilantes, como el diseño de dos palas que se ve en los helicópteros Robinson.
Este efecto se descubrió por primera vez cuando se produjeron muchos accidentes con helicópteros Bell UH-1 y AH-1. Estos helicópteros en particular se estrellaron sin causa aparente. Más tarde, se descubrió que estos accidentes solían ocurrir durante vuelos a baja altura tras pasar una cresta e iniciar un picado tras un ascenso previo. Los sistemas de rotores articulados y rígidos no pierden la fuerza de control hasta 0g, pero pueden encontrarse con este problema dependiendo de la distancia entre la bisagra oscilante y el mástil.
Pueden producirse situaciones peligrosas en helicópteros en condiciones de baja gravedad, especialmente en diseños con rotores oscilantes.
A finales de la década de 1960, el Ejército de los Estados Unidos descubrió el peligro de que el rotor principal golpeara la cola del propio helicóptero en determinadas condiciones aerodinámicas, especialmente en condiciones de baja gravedad. En condiciones de baja gravedad, el peso del helicóptero se descarga del rotor principal y las entradas a los controles pueden crear una situación peligrosa en ese momento.
Los helicópteros con rotores oscilantes no deben someterse a condiciones de baja gravedad, ya que estos sistemas de rotores no controlan la actitud del fuselaje. Esto puede provocar que el fuselaje adopte una actitud controlada por el impulso y el empuje del rotor de cola, lo que hace que el boom de cola se cruce con el plano de la trayectoria de la punta del rotor principal o que las raíces de las palas entren en contacto con el eje de transmisión del rotor principal, provocando que las palas se separen del cubo (golpe de mástil). En la década de 2020, Robinson desarrolló un nuevo empenaje de cola para el R66 con el fin de reducir la posibilidad de que se produjeran este tipo de accidentes. Dos estudios universitarios sobre el rotor principal del Robinson, uno de Georgia Tech y otro de la Universidad de Maryland, no encontraron que el diseño del rotor fuera más susceptible en condiciones de baja gravedad que otros diseños oscilantes, lo que coincidía con el estudio en curso de Robinson sobre su diseño. No obstante, en la década de 2020, Robinson ideó un nuevo empenaje para aumentar la estabilidad en giros a alta velocidad, que fue aprobado por la FAA en 2023. Robinson espera incorporar este rediseño a sus otros modelos, aunque las maniobras de baja gravedad siguen estando prohibidas. Las maniobras de baja gravedad están prohibidas en los diseños de Robinson, incluso para demostraciones.
Un ejemplo de accidente atribuido a condiciones de baja gravedad ocurrió en Australia en 2020, cuando un R44 entró en condiciones de baja gravedad mientras volaba por unos valles, lo que provocó un balanceo extremo y la consiguiente ruptura de la aeronave. 

### En aeronaves de ala fija
Las condiciones de baja «g» también pueden afectar a las aeronaves de ala fija en algunos casos, principalmente al alterar el flujo de aire sobre las alas, lo que dificulta o imposibilita su control a través de las superficies aerodinámicas.
La controlabilidad de un avión mediante las superficies de control solo depende de la velocidad aerodinámica. Por lo tanto, si se mantiene la velocidad aerodinámica, se mantiene el control. Por lo general, la controlabilidad incluso aumenta, ya que no es necesario generar sustentación. Las fuerzas de 0 g son un problema mínimo para los aviones de ala fija, pero hay excepciones, entre las que se incluyen, entre otras, los aviones con sistemas de combustible alimentados por gravedad.

## Uso en agencias espaciales
Para simular condiciones de gravedad cero, algunas agencias espaciales utilizan aviones de pasajeros modificados. La ESA utiliza un Airbus A300, por ejemplo. La NASA cuenta con el Vomit Comet. Una parábola invertida simula la gravedad cero durante unos 25 segundos.